# Youth America's Cup
La Youth America's Cup, nota anche come Unicredit Youth America's Cup per ragioni di sponsorizzazione, è una competizione velistica, variante giovanile della America's Cup riservata a velisti tra i 18 e i 25 anni di età.

## Storia
La prima edizione risale al 2013, e si concluse con la vittoria finale di Team New Zealand. Non disputatasi nel 2021 a causa della pandemia di COVID-19, la competizione è stata reintrodotta nel programma dell'America's Cup nel 2024 con la vittoria del team di Luna Rossa.

## Regole
A partire dall'edizione del 2024 le imbarcazioni utilizzate sono i monoscafi AC40. La competizione prevede una serie di regate di flotta, articolate tra serie di qualificazione (otto regate) e semifinali (quattro regate); al termine delle semifinali le prime due classificate si sfidano in un singolo match race di finale per l'assegnazione del titolo.

## Vincitori
| Anno | Edizione | Vincitore                     | Paese         | Secondo                  | Paese         | Luogo di regata           | Note  |
| ---- | -------- | ----------------------------- | ------------- | ------------------------ | ------------- | ------------------------- | ----- |
| 2013 | 1        | Team New Zealand              | Nuova Zelanda | Full Metal Jacket Racing | Nuova Zelanda | San Francisco Stati Uniti | [ 4 ] |
| 2017 | 2        | Land Rover BAR                | Regno Unito   | Team New Zealand         | Nuova Zelanda | Great Sound Bermuda       | [ 5 ] |
| 2024 | 3        | Luna Rossa Prada Pirelli Team | Italia        | American Magic           | Stati Uniti   | Barcellona Spagna         | [ 6 ] |

## Albo d'oro
| Team                      | Yacht Club                       | Titoli |
| ------------------------- | -------------------------------- | ------ |
| Emirates Team New Zealand | Royal New Zealand Yacht Squadron | 1      |
| Land Rover BAR            | Royal Yacht Squadron             | 1      |
| Luna Rossa Prada Pirelli  | Circolo della Vela Sicilia       | 1      |